# José Pontones Tovar
José Pontones Tovar  (* 3. Januar 1903 in Mexiko-Stadt; † unbekannt) war ein  mexikanischer Botschafter.

## Leben
Er studierte an der Universidad de San Carlos de Guatemala und New Orleans. Er trat 1940 in den auswärtigen Dienst ein. Er wurde im Februar 1952 zum Vice-Consul befördert und durchlief im Weiteren alle Beförderungsstufen bis zum Ministro Consejero. Als Kanzler war er an Konsulaten in den USA und Belize und an den Botschaften in Guatemala, Tegucigalpa und Bogota und San Salvador akkreditiert.
Schließlich wurde er 1974 Botschafter in Ghana und war wie sein Vorgänger Ernesto Madero Vázquez zugleich Botschafter in Senegal
Er war Mitglied der Academia Mexicana de Derecho Internacional.
Er stellte Studien zum diplomatischen Asyl, Außenhandel und über allgemeines diplomatische Beziehungen an.
| Vorgänger              | Amt                                              | Nachfolger                   |
| ---------------------- | ------------------------------------------------ | ---------------------------- |
| Ernesto Madero Vázquez | mexikanischer Botschafter in Accra 1974 bis 1977 | Francisco José Cruz González |